# Włodzimierz Cimoszewicz

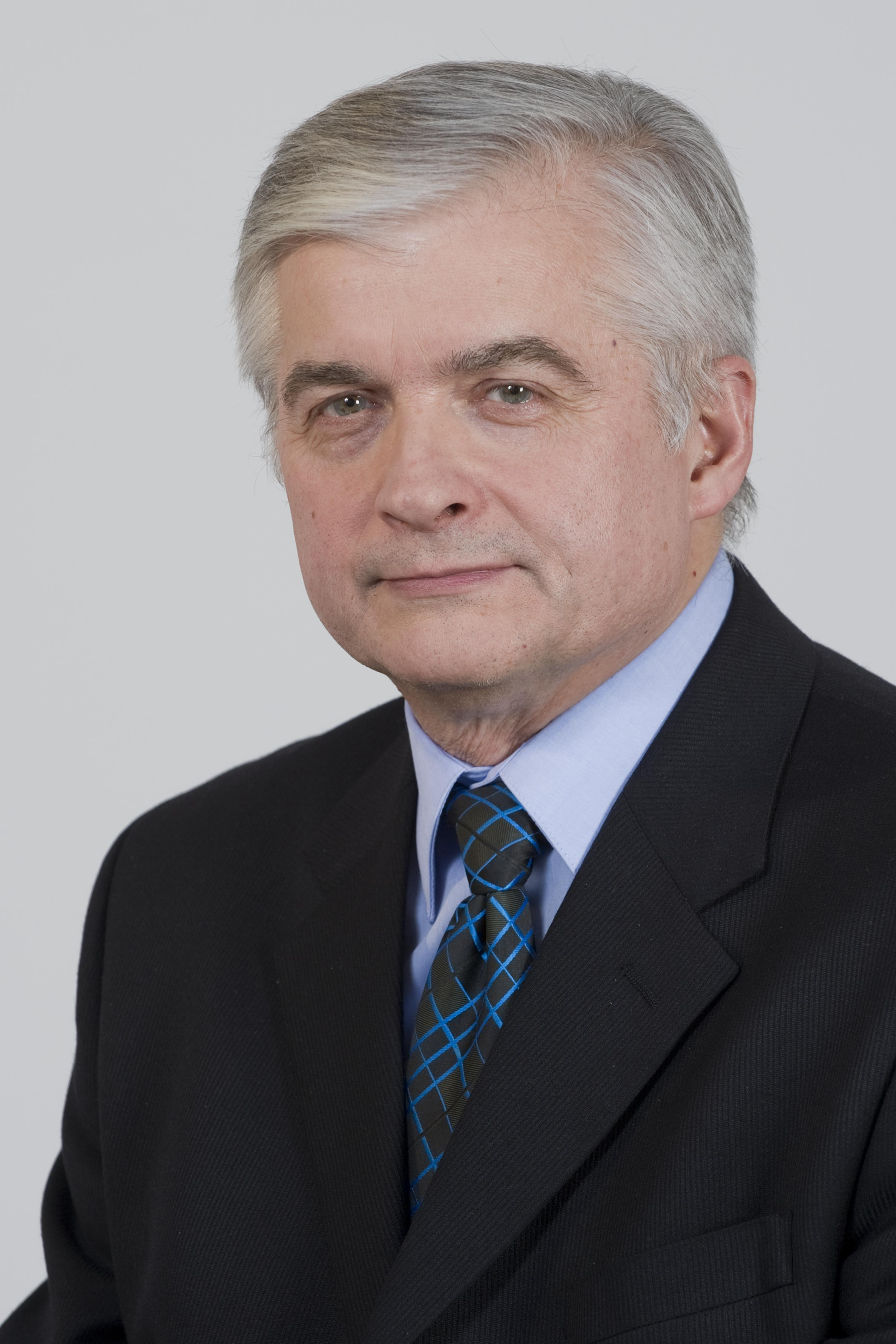
Włodzimierz Cimoszewicz

Włodzimierz Cimoszewicz (Ausspracheⓘ) (* 13. September 1950 in Warschau) ist ein polnischer Politiker, Jurist und ehemaliger Ministerpräsident der Republik Polen.
Cimoszewicz war stellvertretender Ministerpräsident, Justizminister und Generalstaatsanwalt (1993–1995), stellvertretender Sejmmarschall (1995–1996), Ministerpräsident (1996–1997), Außenminister (2001–2005) sowie Sejmmarschall (2005). In den Jahren 1989 bis 2005 war er des Weiteren Abgeordneter des Sejm in der X. (Volksrepublik), I., II., III. und IV. (Dritte Republik) Wahlperiode und von 2007 bis 2015 Abgeordneter im Senat der Republik Polen. Von 2019 bis 2024 war er Abgeordneter des Europäischen Parlaments.

## Ausbildung
Włodzimierz Cimoszewicz ist Absolvent des XIX. Allgemeinbildenden Lyzeums in Warschau und der Fakultät für Recht und Verwaltung der Universität Warschau (1972). Im Jahr 1978 erwarb er den Titel eines Dr. jur. und spezialisierte sich im Völkerrecht. In den Jahren 1972–1985 arbeitete er zuerst als Assistent und danach als Adjunkt im Institut für Völkerrecht der Universität Warschau. Von 1980 bis 1981 war er Stipendiat des Fulbright-Programms an der Columbia University in New York.

## Politische Tätigkeit in der Volksrepublik
Cimoszewicz begann seine politische Karriere in der Volksrepublik als Funktionär in verschiedenen Jugendorganisationen. Er war unter anderem in den Jahren 1968 bis 1973 Mitglied des Sozialistischen Jugendverbands (Związek Młodzieży Socjalistycznej) und im Polnischen Studentenbund zu dessen Vorsitzendem an der Universität Warschau er im Jahr 1972 gewählt wurde. Von 1971 bis zu ihrer Selbstauflösung im Januar 1990 gehörte er der Polnischen Vereinigten Arbeiterpartei (Polska Zjednoczona Partia Robotnicza, PZPR) an. Während seiner Arbeit an der Universität war er Sekretär der Hochschulkommission der Partei. Im Jahre 1985 zog er sich aus der Politik zurück und übersiedelte nach Kalinówka Kościelna in der heutigen Woiwodschaft Podlachien, wo er sich um den landwirtschaftlichen Betrieb seiner Schwiegereltern kümmerte.
Er kehrte nach den Änderungen, die der Runde Tisch ausgelöst hatte, in die Politik zurück und wurde bei den halbfreien Wahlen zum Vertragssejm 1989 auf einem der für die PZPR und ihre Blockparteien reservierten Plätze in den Sejm gewählt.

## Politische Tätigkeit in der Dritten Republik
1990 kandidierte er bei der Präsidentschaftswahl und erreichte mit 9,21 % der gültig abgegebenen Stimmen den vierten Platz. 1991 bis 1993 war er Vorsitzender im Wahlkomitee SLD. Bei den Parlamentswahlen 1991, 1993, 1997 und 2001 wurde er jeweils erneut in den Sejm gewählt. Zwischenzeitlich wurde er bei den Selbstverwaltungswahlen 1998 in den Sejmik der Woiwodschaft Podlachien gewählt.
1995 bis 1997 führte er als Ministerpräsident eine sozialdemokratische Regierung. Zum Ende seiner Regierungszeit geriet Cimoszewicz wegen Äußerungenen zum Oderhochwasser 1997 in die Kritik. Er hatte Betroffenen unterstellt, sie seien unterversichert und erteilte öffentlichen Hilfen eine Absage. Später wurden diese jedoch aus Weltbankreserven ausgezahlt.
Von 2001 bis 2005 war er in der Regierung Leszek Miller und Marek Belka Außenminister. Am 5. Januar 2005 wurde er vom Sejm zum Parlamentspräsidenten (Sejmmarschall) gewählt. Er löste damit Józef Oleksy ab. Sein Nachfolger als Außenminister wurde sein bisheriger Stellvertreter Adam Daniel Rotfeld.
Cimoszewicz war zunächst der SLD-Kandidat bei den Staatspräsidentschaftswahlen am 9. Oktober 2005 und galt gemäß den Meinungsumfragen zeitweise als der aussichtsreichste Bewerber für das höchste Amt des Staates. Die Negativkampagne in den Massenmedien, die auf den Betrugsvorwürfen seitens seiner ehemaligen Assistentin Anna Jarucka basierte, verursachte jedoch einen Einsturz in den Meinungsumfragen. Daraufhin zog Cimoszewicz seine Kandidatur am 14. September in diesem Zusammenhang zurück. Die Dokumente, die Cimoszewicz belasten sollten, haben sich jedoch als mithilfe eine Kopierers gefälscht erwiesen, dabei war eine angebliche Unterschrift Cimoszewiczs ein Faksimile. Jarucka wurde im Mai 2010 wegen Falschaussage, Urkundenunterdrückung und Urkundenfälschung zu anderthalb Jahren Freiheitsstrafe auf Bewährung verurteilt.
Bei den Parlamentswahlen am 21. Oktober 2007 wurde er als einer von drei Vertretern des Wahlkreises Białystok sowie als einziger Unabhängiger neben 60 PO- und 39 PiS-Senatoren in den Senat gewählt. Bei den Wahlen 2011 verteidigte er sein Mandat erfolgreich, doch wurde er 2015 nicht wiedergewählt. Seit Mai 2015 engagiert sich Cimoszewicz für die Agentur zur Modernisierung der Ukraine (AMU) als Leiter des Arbeitskreises zur Korruptionsbekämpfung.
2019 wurde er als Kandidat der Europäischen Koalition, der gemeinsamen Liste der linken, liberalen und liberal-konservativen Oppositionsparteien, ins Europäische Parlament gewählt, konnte aber bei den Europawahlen 2024 als Kandidat der Lewica das Mandat nicht verteidigen.

## Ehrungen
Cimoszewicz ist Träger des Verdienstordens von Frankreich und Griechenland. Er wurde mit dem Titel eines Doktor honoris causa zweier amerikanischer Universitäten ausgezeichnet.